# Euhelopus zdanskyi
Euhelopus zdanskyi (gr. "patas idóneas para pantanos de Otto Zdansky") es la única especie conocida del género extinto Euhelopus de dinosaurio saurópodo Titanosauriforme, que vivió a principios del período Cretácico, hace aproximadamente entre 129 a 113 millones de años, desde el Barremiense al Aptiense, en lo que hoy Asia.

## Descripción
El Euhelopus fue un gran saurópodo que llegó a medir 15 metros de largo y a pesar 20 toneladas. Las estimaciones posteriores han reducido este tamaño considerablemente. En 2016, Gregory S. Paul estimó la longitud del cuerpo en once metros, el peso en 3.5 toneladas. Tenía un cuello largo de alrededor de 5 metros, con 19 vértebras. Además poseía una cabeza corta y ancha con las fosas nasales en la parte superior y una boca repleta de dientes como lápices, juntos entre sí, y que ocupaban toda la cavidad oral y no solo en el hocico, como era el caso del Diplodocus. Sus patas delanteras eran algo más largas que las traseras y su lomo se curvaba hacia abajo. Sus vértebras tenían cámaras huecas similares a la del Camarasaurus.

### Diagnóstico
El diagnóstico original de Wiman está desactualizado. Un diagnóstico es una declaración de las características anatómicas de un organismo o grupo que lo distinguen colectivamente de todos los demás organismos. Algunas de las características en un diagnóstico pueden ser autapomorfías. Una autofomorfia es una característica anatómica distintiva que es exclusiva de un organismo o grupo. Según un estudio realizado por Jeffrey A. Wilson y Paul Upchurch en 2009, Euhelopus se puede distinguir con base en, entre otros, estas autapomorfías. Los dientes están inclinados hacia el frente, como lo demuestra el borde del esmalte en la parte delantera del diente que corre más en la dirección de la parte superior y un contrafuerte frontal también se encuentra más cerca de la parte superior. El axis, la segunda vértebra del cuello, tiene un hueco en la parte posterior de su canal neural, con tres depresiones neumáticas más profundas. Las vértebras cervicales postaxiales, las vértebras del cuello detrás del axis, tienen epipófisis desarrolladas de manera variable y preepipopófisis más sutiles debajo de las prezigapófisis , proyecciones en el frente de la cresta entre la prezigapófisis y el cuerpo vertebral. Los arcos neurales cervicales tienen una lámina epipofisaria-prezigapofisaria, una arista horizontal que se extiende desde la epipófisis hasta la prezigapófisis, que separa dos neumatocelos al dividir la depresión habitual en la base lateral de la columna neural. En las vértebras del cuello, los pleurocoelos se reducen a agujeros, aberturas más pequeñas. En las vértebras del cuello las espinas neurales se reducen en altura y longitud. La vértebra del tercer cuello tiene una espina neural con un proceso dirigido hacia delante y aplanado transversalmente. Las vértebras cervicales anteriores tienen tres espolones laterales entre el tubérculo y el capítulo, las cabezas de sus costillas. Los ejes de las costillas del cuello están fuertemente posicionados debajo del cuerpo vertebral debido a una parapófisis adjunta y una sección larga entre las dos cabezas de las costillas. Las espinas neurales presacras medias, de la parte posterior del cuello y la parte posterior de la espalda, se dividen o se bifurcan, y en la base del cuello y las vértebras dorsales anteriores tienen un tubérculo mediano que es al menos tan grande como los metapófisis, las puntas de la horquilla, lo que resulta en una condición "tímida". Las láminas parapofisarias y diapofisarias dorsales media y posterior están dispuestas en una configuración en K. La neumaticidad presacra se extiende hacia el ilion , que por lo tanto es permeada por cámaras de aire.

## Descubrimiento e investigación
El descubrimiento original fue realizado por un sacerdote católico, el padre R. Mertens, en 1913. Mostró algunos restos que había excavado al ingeniero de minas alemán Gustav Behaghel, quien en 1916 envió tres vértebras al jefe del Servicio Geológico de China Ding Wenjiang, conocido como" VK Ting ". Esta fue probablemente la primera ocasión en que se estudiaron científicamente los huesos de dinosaurio de China. Con la ayuda de otro sacerdote católico, el padre Alfred Kaschel, el sitio fue redescubierto en noviembre de 1922 por Johan Gunnar Andersson y Tan Xichou. En marzo de 1923, el estudiante austriaco Otto Zdansky excavó dos esqueletos en sitios a unos tres kilómetros de distancia.
El género fue inicialmente nombrado como Helopus en griego ἕλος, helos, "pantano" y πούς, pous, "pie".  "pata del pantano" en 1929. El nombre se refiere al área pantanosa de los hallazgos y a la truga, los zapatos suecos de pantano, que según Wiman se parecían a los pies anchos del animal. Pero este nombre, sin embargo, ya pertenecía a un ave porque el charrán del Caspio había sido nombrado Helopus caspius por Wagler en 1832, por lo que sería renombrado como Euhelopus que le antepuso el vocablo en griego eu significando verdadero pie de pantano en 1956 por Romer. Hay un género de planta, un tipo de pasto, con el mismo nombre genérico. Sin embargo, se permite que dos géneros lleven el mismo nombre si no pertenecen a un mismo reino. La especie tipo es Helopus zdanskyi y la combinatio nova es Euhelopus zdanskyi con el nombre específico que honra a Zdansky.
El material tipo de Euhelopus fue excavado en la formación Mengyin en la provincia de Shandong, China. Las muestras fueron recolectadas por Otto Zdansky en 1923, en arenisca verde/amarilla y limolita verde/amarilla. La formación Mengyin se remonta desde Berriasiano al Valanginiano. Anteriormente, se consideraba que se había depositado durante las etapas del Barremiano al Aptiano del Cretácico, hace unos 129 a 113 millones de años. Durante la década de 1990, se pensó erróneamente que la formación podría datarse del Jurásico Tardío. Los fósiles se encuentran en el Museo de Paleontología de la Universidad de Uppsala, Suecia.

## Clasificación
Wiman en 1929 no estaba seguro de las afinidades de Helopus y lo colocó en una familia propia Helopodidae. Yang lo consideró una subfamilia Helopodinae, primero dentro de Morosauridae, luego dentro de Brachiosauridae. Romer en 1956 creó Euhelopodinae para incluirlo. En 1990, John Stanton McIntosh colocó a Euhelopus en Camarasauridae.
Wilson y Upchurch en 2009 señalaron que las evaluaciones cladísticas sugieren que Euhelopus pertenecía a un clado de saurópodos, los Euhelopodidae, que se originaron durante un intervalo de aislamiento geográfico y eran endémicos de este rango geográfico en China. No está claro si los Euhelopodidae es monofiléticos. Euhelopus demuestra afinidad filogenética al taxón Titanosauria. Las afirmaciones tradicionales de que Euhelopus , Omeisaurus, Mamenchisaurus y Shunosaurus forman la familia monofilética "Euhelopodidae" no están respaldadas por un nuevo análisis filogenético.

### Filogenia
El siguiente cladograma sigue a José L. Carballido, Oliver WM Rauhut, Diego Pol y Leonardo Salgado de 2011.

|  | Galvesaurus     |
|  |                 |
|  | Tehuelchesaurus |
|  |                 |

|  | Janenschia     |
|  |                |
|  | Tastavinsaurus |
|  |                |

|  | Chubutisaurus |
|  |               |
|  | Wintonotitan  |
|  |               |

|  | Brachiosauridae                                                  |
|  |                                                                  |
|  | \| \| Phuwiangosaurus \| \| \| \| \| \| Titanosauria \| \| \| \| |
|  |                                                                  |
|  | Phuwiangosaurus                                                  |
|  |                                                                  |
|  | Titanosauria                                                     |
|  |                                                                  |

|  | Phuwiangosaurus |
|  |                 |
|  | Titanosauria    |
|  |                 |

|  | Chubutisaurus |
|  |               |
|  | Wintonotitan  |
|  |               |

|  | Brachiosauridae                                                  |
|  |                                                                  |
|  | \| \| Phuwiangosaurus \| \| \| \| \| \| Titanosauria \| \| \| \| |
|  |                                                                  |
|  | Phuwiangosaurus                                                  |
|  |                                                                  |
|  | Titanosauria                                                     |
|  |                                                                  |

|  | Phuwiangosaurus |
|  |                 |
|  | Titanosauria    |
|  |                 |

|  | Chubutisaurus |
|  |               |
|  | Wintonotitan  |
|  |               |

|  | Brachiosauridae                                                  |
|  |                                                                  |
|  | \| \| Phuwiangosaurus \| \| \| \| \| \| Titanosauria \| \| \| \| |
|  |                                                                  |
|  | Phuwiangosaurus                                                  |
|  |                                                                  |
|  | Titanosauria                                                     |
|  |                                                                  |

|  | Phuwiangosaurus |
|  |                 |
|  | Titanosauria    |
|  |                 |

|  | Chubutisaurus |
|  |               |
|  | Wintonotitan  |
|  |               |

|  | Brachiosauridae                                                  |
|  |                                                                  |
|  | \| \| Phuwiangosaurus \| \| \| \| \| \| Titanosauria \| \| \| \| |
|  |                                                                  |
|  | Phuwiangosaurus                                                  |
|  |                                                                  |
|  | Titanosauria                                                     |
|  |                                                                  |

|  | Phuwiangosaurus |
|  |                 |
|  | Titanosauria    |
|  |                 |

|  | Janenschia     |
|  |                |
|  | Tastavinsaurus |
|  |                |

|  | Chubutisaurus |
|  |               |
|  | Wintonotitan  |
|  |               |

|  | Brachiosauridae                                                  |
|  |                                                                  |
|  | \| \| Phuwiangosaurus \| \| \| \| \| \| Titanosauria \| \| \| \| |
|  |                                                                  |
|  | Phuwiangosaurus                                                  |
|  |                                                                  |
|  | Titanosauria                                                     |
|  |                                                                  |

|  | Phuwiangosaurus |
|  |                 |
|  | Titanosauria    |
|  |                 |

|  | Chubutisaurus |
|  |               |
|  | Wintonotitan  |
|  |               |

|  | Brachiosauridae                                                  |
|  |                                                                  |
|  | \| \| Phuwiangosaurus \| \| \| \| \| \| Titanosauria \| \| \| \| |
|  |                                                                  |
|  | Phuwiangosaurus                                                  |
|  |                                                                  |
|  | Titanosauria                                                     |
|  |                                                                  |

|  | Phuwiangosaurus |
|  |                 |
|  | Titanosauria    |
|  |                 |

|  | Chubutisaurus |
|  |               |
|  | Wintonotitan  |
|  |               |

|  | Brachiosauridae                                                  |
|  |                                                                  |
|  | \| \| Phuwiangosaurus \| \| \| \| \| \| Titanosauria \| \| \| \| |
|  |                                                                  |
|  | Phuwiangosaurus                                                  |
|  |                                                                  |
|  | Titanosauria                                                     |
|  |                                                                  |

|  | Phuwiangosaurus |
|  |                 |
|  | Titanosauria    |
|  |                 |

|  | Chubutisaurus |
|  |               |
|  | Wintonotitan  |
|  |               |

|  | Brachiosauridae                                                  |
|  |                                                                  |
|  | \| \| Phuwiangosaurus \| \| \| \| \| \| Titanosauria \| \| \| \| |
|  |                                                                  |
|  | Phuwiangosaurus                                                  |
|  |                                                                  |
|  | Titanosauria                                                     |
|  |                                                                  |

|  | Phuwiangosaurus |
|  |                 |
|  | Titanosauria    |
|  |                 |

|  | Galvesaurus     |
|  |                 |
|  | Tehuelchesaurus |
|  |                 |

|  | Janenschia     |
|  |                |
|  | Tastavinsaurus |
|  |                |

|  | Chubutisaurus |
|  |               |
|  | Wintonotitan  |
|  |               |

|  | Brachiosauridae                                                  |
|  |                                                                  |
|  | \| \| Phuwiangosaurus \| \| \| \| \| \| Titanosauria \| \| \| \| |
|  |                                                                  |
|  | Phuwiangosaurus                                                  |
|  |                                                                  |
|  | Titanosauria                                                     |
|  |                                                                  |

|  | Phuwiangosaurus |
|  |                 |
|  | Titanosauria    |
|  |                 |

|  | Chubutisaurus |
|  |               |
|  | Wintonotitan  |
|  |               |

|  | Brachiosauridae                                                  |
|  |                                                                  |
|  | \| \| Phuwiangosaurus \| \| \| \| \| \| Titanosauria \| \| \| \| |
|  |                                                                  |
|  | Phuwiangosaurus                                                  |
|  |                                                                  |
|  | Titanosauria                                                     |
|  |                                                                  |

|  | Phuwiangosaurus |
|  |                 |
|  | Titanosauria    |
|  |                 |

|  | Chubutisaurus |
|  |               |
|  | Wintonotitan  |
|  |               |

|  | Brachiosauridae                                                  |
|  |                                                                  |
|  | \| \| Phuwiangosaurus \| \| \| \| \| \| Titanosauria \| \| \| \| |
|  |                                                                  |
|  | Phuwiangosaurus                                                  |
|  |                                                                  |
|  | Titanosauria                                                     |
|  |                                                                  |

|  | Phuwiangosaurus |
|  |                 |
|  | Titanosauria    |
|  |                 |

|  | Chubutisaurus |
|  |               |
|  | Wintonotitan  |
|  |               |

|  | Brachiosauridae                                                  |
|  |                                                                  |
|  | \| \| Phuwiangosaurus \| \| \| \| \| \| Titanosauria \| \| \| \| |
|  |                                                                  |
|  | Phuwiangosaurus                                                  |
|  |                                                                  |
|  | Titanosauria                                                     |
|  |                                                                  |

|  | Phuwiangosaurus |
|  |                 |
|  | Titanosauria    |
|  |                 |

|  | Janenschia     |
|  |                |
|  | Tastavinsaurus |
|  |                |

|  | Chubutisaurus |
|  |               |
|  | Wintonotitan  |
|  |               |

|  | Brachiosauridae                                                  |
|  |                                                                  |
|  | \| \| Phuwiangosaurus \| \| \| \| \| \| Titanosauria \| \| \| \| |
|  |                                                                  |
|  | Phuwiangosaurus                                                  |
|  |                                                                  |
|  | Titanosauria                                                     |
|  |                                                                  |

|  | Phuwiangosaurus |
|  |                 |
|  | Titanosauria    |
|  |                 |

|  | Chubutisaurus |
|  |               |
|  | Wintonotitan  |
|  |               |

|  | Brachiosauridae                                                  |
|  |                                                                  |
|  | \| \| Phuwiangosaurus \| \| \| \| \| \| Titanosauria \| \| \| \| |
|  |                                                                  |
|  | Phuwiangosaurus                                                  |
|  |                                                                  |
|  | Titanosauria                                                     |
|  |                                                                  |

|  | Phuwiangosaurus |
|  |                 |
|  | Titanosauria    |
|  |                 |

|  | Chubutisaurus |
|  |               |
|  | Wintonotitan  |
|  |               |

|  | Brachiosauridae                                                  |
|  |                                                                  |
|  | \| \| Phuwiangosaurus \| \| \| \| \| \| Titanosauria \| \| \| \| |
|  |                                                                  |
|  | Phuwiangosaurus                                                  |
|  |                                                                  |
|  | Titanosauria                                                     |
|  |                                                                  |

|  | Phuwiangosaurus |
|  |                 |
|  | Titanosauria    |
|  |                 |

|  | Chubutisaurus |
|  |               |
|  | Wintonotitan  |
|  |               |

|  | Brachiosauridae                                                  |
|  |                                                                  |
|  | \| \| Phuwiangosaurus \| \| \| \| \| \| Titanosauria \| \| \| \| |
|  |                                                                  |
|  | Phuwiangosaurus                                                  |
|  |                                                                  |
|  | Titanosauria                                                     |
|  |                                                                  |

|  | Phuwiangosaurus |
|  |                 |
|  | Titanosauria    |
|  |                 |

|  | Galvesaurus     |
|  |                 |
|  | Tehuelchesaurus |
|  |                 |

|  | Janenschia     |
|  |                |
|  | Tastavinsaurus |
|  |                |

|  | Chubutisaurus |
|  |               |
|  | Wintonotitan  |
|  |               |

|  | Brachiosauridae                                                  |
|  |                                                                  |
|  | \| \| Phuwiangosaurus \| \| \| \| \| \| Titanosauria \| \| \| \| |
|  |                                                                  |
|  | Phuwiangosaurus                                                  |
|  |                                                                  |
|  | Titanosauria                                                     |
|  |                                                                  |

|  | Phuwiangosaurus |
|  |                 |
|  | Titanosauria    |
|  |                 |

|  | Chubutisaurus |
|  |               |
|  | Wintonotitan  |
|  |               |

|  | Brachiosauridae                                                  |
|  |                                                                  |
|  | \| \| Phuwiangosaurus \| \| \| \| \| \| Titanosauria \| \| \| \| |
|  |                                                                  |
|  | Phuwiangosaurus                                                  |
|  |                                                                  |
|  | Titanosauria                                                     |
|  |                                                                  |

|  | Phuwiangosaurus |
|  |                 |
|  | Titanosauria    |
|  |                 |

|  | Chubutisaurus |
|  |               |
|  | Wintonotitan  |
|  |               |

|  | Brachiosauridae                                                  |
|  |                                                                  |
|  | \| \| Phuwiangosaurus \| \| \| \| \| \| Titanosauria \| \| \| \| |
|  |                                                                  |
|  | Phuwiangosaurus                                                  |
|  |                                                                  |
|  | Titanosauria                                                     |
|  |                                                                  |

|  | Phuwiangosaurus |
|  |                 |
|  | Titanosauria    |
|  |                 |

|  | Chubutisaurus |
|  |               |
|  | Wintonotitan  |
|  |               |

|  | Brachiosauridae                                                  |
|  |                                                                  |
|  | \| \| Phuwiangosaurus \| \| \| \| \| \| Titanosauria \| \| \| \| |
|  |                                                                  |
|  | Phuwiangosaurus                                                  |
|  |                                                                  |
|  | Titanosauria                                                     |
|  |                                                                  |

|  | Phuwiangosaurus |
|  |                 |
|  | Titanosauria    |
|  |                 |

|  | Janenschia     |
|  |                |
|  | Tastavinsaurus |
|  |                |

|  | Chubutisaurus |
|  |               |
|  | Wintonotitan  |
|  |               |

|  | Brachiosauridae                                                  |
|  |                                                                  |
|  | \| \| Phuwiangosaurus \| \| \| \| \| \| Titanosauria \| \| \| \| |
|  |                                                                  |
|  | Phuwiangosaurus                                                  |
|  |                                                                  |
|  | Titanosauria                                                     |
|  |                                                                  |

|  | Phuwiangosaurus |
|  |                 |
|  | Titanosauria    |
|  |                 |

|  | Chubutisaurus |
|  |               |
|  | Wintonotitan  |
|  |               |

|  | Brachiosauridae                                                  |
|  |                                                                  |
|  | \| \| Phuwiangosaurus \| \| \| \| \| \| Titanosauria \| \| \| \| |
|  |                                                                  |
|  | Phuwiangosaurus                                                  |
|  |                                                                  |
|  | Titanosauria                                                     |
|  |                                                                  |

|  | Phuwiangosaurus |
|  |                 |
|  | Titanosauria    |
|  |                 |

|  | Chubutisaurus |
|  |               |
|  | Wintonotitan  |
|  |               |

|  | Brachiosauridae                                                  |
|  |                                                                  |
|  | \| \| Phuwiangosaurus \| \| \| \| \| \| Titanosauria \| \| \| \| |
|  |                                                                  |
|  | Phuwiangosaurus                                                  |
|  |                                                                  |
|  | Titanosauria                                                     |
|  |                                                                  |

|  | Phuwiangosaurus |
|  |                 |
|  | Titanosauria    |
|  |                 |

|  | Chubutisaurus |
|  |               |
|  | Wintonotitan  |
|  |               |

|  | Brachiosauridae                                                  |
|  |                                                                  |
|  | \| \| Phuwiangosaurus \| \| \| \| \| \| Titanosauria \| \| \| \| |
|  |                                                                  |
|  | Phuwiangosaurus                                                  |
|  |                                                                  |
|  | Titanosauria                                                     |
|  |                                                                  |

|  | Phuwiangosaurus |
|  |                 |
|  | Titanosauria    |
|  |                 |

|  | Galvesaurus     |
|  |                 |
|  | Tehuelchesaurus |
|  |                 |

|  | Janenschia     |
|  |                |
|  | Tastavinsaurus |
|  |                |

|  | Chubutisaurus |
|  |               |
|  | Wintonotitan  |
|  |               |

|  | Brachiosauridae                                                  |
|  |                                                                  |
|  | \| \| Phuwiangosaurus \| \| \| \| \| \| Titanosauria \| \| \| \| |
|  |                                                                  |
|  | Phuwiangosaurus                                                  |
|  |                                                                  |
|  | Titanosauria                                                     |
|  |                                                                  |

|  | Phuwiangosaurus |
|  |                 |
|  | Titanosauria    |
|  |                 |

|  | Chubutisaurus |
|  |               |
|  | Wintonotitan  |
|  |               |

|  | Brachiosauridae                                                  |
|  |                                                                  |
|  | \| \| Phuwiangosaurus \| \| \| \| \| \| Titanosauria \| \| \| \| |
|  |                                                                  |
|  | Phuwiangosaurus                                                  |
|  |                                                                  |
|  | Titanosauria                                                     |
|  |                                                                  |

|  | Phuwiangosaurus |
|  |                 |
|  | Titanosauria    |
|  |                 |

|  | Chubutisaurus |
|  |               |
|  | Wintonotitan  |
|  |               |

|  | Brachiosauridae                                                  |
|  |                                                                  |
|  | \| \| Phuwiangosaurus \| \| \| \| \| \| Titanosauria \| \| \| \| |
|  |                                                                  |
|  | Phuwiangosaurus                                                  |
|  |                                                                  |
|  | Titanosauria                                                     |
|  |                                                                  |

|  | Phuwiangosaurus |
|  |                 |
|  | Titanosauria    |
|  |                 |

|  | Chubutisaurus |
|  |               |
|  | Wintonotitan  |
|  |               |

|  | Brachiosauridae                                                  |
|  |                                                                  |
|  | \| \| Phuwiangosaurus \| \| \| \| \| \| Titanosauria \| \| \| \| |
|  |                                                                  |
|  | Phuwiangosaurus                                                  |
|  |                                                                  |
|  | Titanosauria                                                     |
|  |                                                                  |

|  | Phuwiangosaurus |
|  |                 |
|  | Titanosauria    |
|  |                 |

|  | Janenschia     |
|  |                |
|  | Tastavinsaurus |
|  |                |

|  | Chubutisaurus |
|  |               |
|  | Wintonotitan  |
|  |               |

|  | Brachiosauridae                                                  |
|  |                                                                  |
|  | \| \| Phuwiangosaurus \| \| \| \| \| \| Titanosauria \| \| \| \| |
|  |                                                                  |
|  | Phuwiangosaurus                                                  |
|  |                                                                  |
|  | Titanosauria                                                     |
|  |                                                                  |

|  | Phuwiangosaurus |
|  |                 |
|  | Titanosauria    |
|  |                 |

|  | Chubutisaurus |
|  |               |
|  | Wintonotitan  |
|  |               |

|  | Brachiosauridae                                                  |
|  |                                                                  |
|  | \| \| Phuwiangosaurus \| \| \| \| \| \| Titanosauria \| \| \| \| |
|  |                                                                  |
|  | Phuwiangosaurus                                                  |
|  |                                                                  |
|  | Titanosauria                                                     |
|  |                                                                  |

|  | Phuwiangosaurus |
|  |                 |
|  | Titanosauria    |
|  |                 |

|  | Chubutisaurus |
|  |               |
|  | Wintonotitan  |
|  |               |

|  | Brachiosauridae                                                  |
|  |                                                                  |
|  | \| \| Phuwiangosaurus \| \| \| \| \| \| Titanosauria \| \| \| \| |
|  |                                                                  |
|  | Phuwiangosaurus                                                  |
|  |                                                                  |
|  | Titanosauria                                                     |
|  |                                                                  |

|  | Phuwiangosaurus |
|  |                 |
|  | Titanosauria    |
|  |                 |

|  | Chubutisaurus |
|  |               |
|  | Wintonotitan  |
|  |               |

|  | Brachiosauridae                                                  |
|  |                                                                  |
|  | \| \| Phuwiangosaurus \| \| \| \| \| \| Titanosauria \| \| \| \| |
|  |                                                                  |
|  | Phuwiangosaurus                                                  |
|  |                                                                  |
|  | Titanosauria                                                     |
|  |                                                                  |

|  | Phuwiangosaurus |
|  |                 |
|  | Titanosauria    |
|  |                 |

|  | Galvesaurus     |
|  |                 |
|  | Tehuelchesaurus |
|  |                 |

|  | Janenschia     |
|  |                |
|  | Tastavinsaurus |
|  |                |

|  | Chubutisaurus |
|  |               |
|  | Wintonotitan  |
|  |               |

|  | Brachiosauridae                                                  |
|  |                                                                  |
|  | \| \| Phuwiangosaurus \| \| \| \| \| \| Titanosauria \| \| \| \| |
|  |                                                                  |
|  | Phuwiangosaurus                                                  |
|  |                                                                  |
|  | Titanosauria                                                     |
|  |                                                                  |

|  | Phuwiangosaurus |
|  |                 |
|  | Titanosauria    |
|  |                 |

|  | Chubutisaurus |
|  |               |
|  | Wintonotitan  |
|  |               |

|  | Brachiosauridae                                                  |
|  |                                                                  |
|  | \| \| Phuwiangosaurus \| \| \| \| \| \| Titanosauria \| \| \| \| |
|  |                                                                  |
|  | Phuwiangosaurus                                                  |
|  |                                                                  |
|  | Titanosauria                                                     |
|  |                                                                  |

|  | Phuwiangosaurus |
|  |                 |
|  | Titanosauria    |
|  |                 |

|  | Chubutisaurus |
|  |               |
|  | Wintonotitan  |
|  |               |

|  | Brachiosauridae                                                  |
|  |                                                                  |
|  | \| \| Phuwiangosaurus \| \| \| \| \| \| Titanosauria \| \| \| \| |
|  |                                                                  |
|  | Phuwiangosaurus                                                  |
|  |                                                                  |
|  | Titanosauria                                                     |
|  |                                                                  |

|  | Phuwiangosaurus |
|  |                 |
|  | Titanosauria    |
|  |                 |

|  | Chubutisaurus |
|  |               |
|  | Wintonotitan  |
|  |               |

|  | Brachiosauridae                                                  |
|  |                                                                  |
|  | \| \| Phuwiangosaurus \| \| \| \| \| \| Titanosauria \| \| \| \| |
|  |                                                                  |
|  | Phuwiangosaurus                                                  |
|  |                                                                  |
|  | Titanosauria                                                     |
|  |                                                                  |

|  | Phuwiangosaurus |
|  |                 |
|  | Titanosauria    |
|  |                 |

|  | Janenschia     |
|  |                |
|  | Tastavinsaurus |
|  |                |

|  | Chubutisaurus |
|  |               |
|  | Wintonotitan  |
|  |               |

|  | Brachiosauridae                                                  |
|  |                                                                  |
|  | \| \| Phuwiangosaurus \| \| \| \| \| \| Titanosauria \| \| \| \| |
|  |                                                                  |
|  | Phuwiangosaurus                                                  |
|  |                                                                  |
|  | Titanosauria                                                     |
|  |                                                                  |

|  | Phuwiangosaurus |
|  |                 |
|  | Titanosauria    |
|  |                 |

|  | Chubutisaurus |
|  |               |
|  | Wintonotitan  |
|  |               |

|  | Brachiosauridae                                                  |
|  |                                                                  |
|  | \| \| Phuwiangosaurus \| \| \| \| \| \| Titanosauria \| \| \| \| |
|  |                                                                  |
|  | Phuwiangosaurus                                                  |
|  |                                                                  |
|  | Titanosauria                                                     |
|  |                                                                  |

|  | Phuwiangosaurus |
|  |                 |
|  | Titanosauria    |
|  |                 |

|  | Chubutisaurus |
|  |               |
|  | Wintonotitan  |
|  |               |

|  | Brachiosauridae                                                  |
|  |                                                                  |
|  | \| \| Phuwiangosaurus \| \| \| \| \| \| Titanosauria \| \| \| \| |
|  |                                                                  |
|  | Phuwiangosaurus                                                  |
|  |                                                                  |
|  | Titanosauria                                                     |
|  |                                                                  |

|  | Phuwiangosaurus |
|  |                 |
|  | Titanosauria    |
|  |                 |

|  | Chubutisaurus |
|  |               |
|  | Wintonotitan  |
|  |               |

|  | Brachiosauridae                                                  |
|  |                                                                  |
|  | \| \| Phuwiangosaurus \| \| \| \| \| \| Titanosauria \| \| \| \| |
|  |                                                                  |
|  | Phuwiangosaurus                                                  |
|  |                                                                  |
|  | Titanosauria                                                     |
|  |                                                                  |

|  | Phuwiangosaurus |
|  |                 |
|  | Titanosauria    |
|  |                 |

|  | Galvesaurus     |
|  |                 |
|  | Tehuelchesaurus |
|  |                 |

|  | Janenschia     |
|  |                |
|  | Tastavinsaurus |
|  |                |

|  | Chubutisaurus |
|  |               |
|  | Wintonotitan  |
|  |               |

|  | Brachiosauridae                                                  |
|  |                                                                  |
|  | \| \| Phuwiangosaurus \| \| \| \| \| \| Titanosauria \| \| \| \| |
|  |                                                                  |
|  | Phuwiangosaurus                                                  |
|  |                                                                  |
|  | Titanosauria                                                     |
|  |                                                                  |

|  | Phuwiangosaurus |
|  |                 |
|  | Titanosauria    |
|  |                 |

|  | Chubutisaurus |
|  |               |
|  | Wintonotitan  |
|  |               |

|  | Brachiosauridae                                                  |
|  |                                                                  |
|  | \| \| Phuwiangosaurus \| \| \| \| \| \| Titanosauria \| \| \| \| |
|  |                                                                  |
|  | Phuwiangosaurus                                                  |
|  |                                                                  |
|  | Titanosauria                                                     |
|  |                                                                  |

|  | Phuwiangosaurus |
|  |                 |
|  | Titanosauria    |
|  |                 |

|  | Chubutisaurus |
|  |               |
|  | Wintonotitan  |
|  |               |

|  | Brachiosauridae                                                  |
|  |                                                                  |
|  | \| \| Phuwiangosaurus \| \| \| \| \| \| Titanosauria \| \| \| \| |
|  |                                                                  |
|  | Phuwiangosaurus                                                  |
|  |                                                                  |
|  | Titanosauria                                                     |
|  |                                                                  |

|  | Phuwiangosaurus |
|  |                 |
|  | Titanosauria    |
|  |                 |

|  | Chubutisaurus |
|  |               |
|  | Wintonotitan  |
|  |               |

|  | Brachiosauridae                                                  |
|  |                                                                  |
|  | \| \| Phuwiangosaurus \| \| \| \| \| \| Titanosauria \| \| \| \| |
|  |                                                                  |
|  | Phuwiangosaurus                                                  |
|  |                                                                  |
|  | Titanosauria                                                     |
|  |                                                                  |

|  | Phuwiangosaurus |
|  |                 |
|  | Titanosauria    |
|  |                 |

|  | Janenschia     |
|  |                |
|  | Tastavinsaurus |
|  |                |

|  | Chubutisaurus |
|  |               |
|  | Wintonotitan  |
|  |               |

|  | Brachiosauridae                                                  |
|  |                                                                  |
|  | \| \| Phuwiangosaurus \| \| \| \| \| \| Titanosauria \| \| \| \| |
|  |                                                                  |
|  | Phuwiangosaurus                                                  |
|  |                                                                  |
|  | Titanosauria                                                     |
|  |                                                                  |

|  | Phuwiangosaurus |
|  |                 |
|  | Titanosauria    |
|  |                 |

|  | Chubutisaurus |
|  |               |
|  | Wintonotitan  |
|  |               |

|  | Brachiosauridae                                                  |
|  |                                                                  |
|  | \| \| Phuwiangosaurus \| \| \| \| \| \| Titanosauria \| \| \| \| |
|  |                                                                  |
|  | Phuwiangosaurus                                                  |
|  |                                                                  |
|  | Titanosauria                                                     |
|  |                                                                  |

|  | Phuwiangosaurus |
|  |                 |
|  | Titanosauria    |
|  |                 |

|  | Chubutisaurus |
|  |               |
|  | Wintonotitan  |
|  |               |

|  | Brachiosauridae                                                  |
|  |                                                                  |
|  | \| \| Phuwiangosaurus \| \| \| \| \| \| Titanosauria \| \| \| \| |
|  |                                                                  |
|  | Phuwiangosaurus                                                  |
|  |                                                                  |
|  | Titanosauria                                                     |
|  |                                                                  |

|  | Phuwiangosaurus |
|  |                 |
|  | Titanosauria    |
|  |                 |

|  | Chubutisaurus |
|  |               |
|  | Wintonotitan  |
|  |               |

|  | Brachiosauridae                                                  |
|  |                                                                  |
|  | \| \| Phuwiangosaurus \| \| \| \| \| \| Titanosauria \| \| \| \| |
|  |                                                                  |
|  | Phuwiangosaurus                                                  |
|  |                                                                  |
|  | Titanosauria                                                     |
|  |                                                                  |

|  | Phuwiangosaurus |
|  |                 |
|  | Titanosauria    |
|  |                 |

|  | Galvesaurus     |
|  |                 |
|  | Tehuelchesaurus |
|  |                 |

|  | Janenschia     |
|  |                |
|  | Tastavinsaurus |
|  |                |

|  | Chubutisaurus |
|  |               |
|  | Wintonotitan  |
|  |               |

|  | Brachiosauridae                                                  |
|  |                                                                  |
|  | \| \| Phuwiangosaurus \| \| \| \| \| \| Titanosauria \| \| \| \| |
|  |                                                                  |
|  | Phuwiangosaurus                                                  |
|  |                                                                  |
|  | Titanosauria                                                     |
|  |                                                                  |

|  | Phuwiangosaurus |
|  |                 |
|  | Titanosauria    |
|  |                 |

|  | Chubutisaurus |
|  |               |
|  | Wintonotitan  |
|  |               |

|  | Brachiosauridae                                                  |
|  |                                                                  |
|  | \| \| Phuwiangosaurus \| \| \| \| \| \| Titanosauria \| \| \| \| |
|  |                                                                  |
|  | Phuwiangosaurus                                                  |
|  |                                                                  |
|  | Titanosauria                                                     |
|  |                                                                  |

|  | Phuwiangosaurus |
|  |                 |
|  | Titanosauria    |
|  |                 |

|  | Chubutisaurus |
|  |               |
|  | Wintonotitan  |
|  |               |

|  | Brachiosauridae                                                  |
|  |                                                                  |
|  | \| \| Phuwiangosaurus \| \| \| \| \| \| Titanosauria \| \| \| \| |
|  |                                                                  |
|  | Phuwiangosaurus                                                  |
|  |                                                                  |
|  | Titanosauria                                                     |
|  |                                                                  |

|  | Phuwiangosaurus |
|  |                 |
|  | Titanosauria    |
|  |                 |

|  | Chubutisaurus |
|  |               |
|  | Wintonotitan  |
|  |               |

|  | Brachiosauridae                                                  |
|  |                                                                  |
|  | \| \| Phuwiangosaurus \| \| \| \| \| \| Titanosauria \| \| \| \| |
|  |                                                                  |
|  | Phuwiangosaurus                                                  |
|  |                                                                  |
|  | Titanosauria                                                     |
|  |                                                                  |

|  | Phuwiangosaurus |
|  |                 |
|  | Titanosauria    |
|  |                 |

|  | Janenschia     |
|  |                |
|  | Tastavinsaurus |
|  |                |

|  | Chubutisaurus |
|  |               |
|  | Wintonotitan  |
|  |               |

|  | Brachiosauridae                                                  |
|  |                                                                  |
|  | \| \| Phuwiangosaurus \| \| \| \| \| \| Titanosauria \| \| \| \| |
|  |                                                                  |
|  | Phuwiangosaurus                                                  |
|  |                                                                  |
|  | Titanosauria                                                     |
|  |                                                                  |

|  | Phuwiangosaurus |
|  |                 |
|  | Titanosauria    |
|  |                 |

|  | Chubutisaurus |
|  |               |
|  | Wintonotitan  |
|  |               |

|  | Brachiosauridae                                                  |
|  |                                                                  |
|  | \| \| Phuwiangosaurus \| \| \| \| \| \| Titanosauria \| \| \| \| |
|  |                                                                  |
|  | Phuwiangosaurus                                                  |
|  |                                                                  |
|  | Titanosauria                                                     |
|  |                                                                  |

|  | Phuwiangosaurus |
|  |                 |
|  | Titanosauria    |
|  |                 |

|  | Chubutisaurus |
|  |               |
|  | Wintonotitan  |
|  |               |

|  | Brachiosauridae                                                  |
|  |                                                                  |
|  | \| \| Phuwiangosaurus \| \| \| \| \| \| Titanosauria \| \| \| \| |
|  |                                                                  |
|  | Phuwiangosaurus                                                  |
|  |                                                                  |
|  | Titanosauria                                                     |
|  |                                                                  |

|  | Phuwiangosaurus |
|  |                 |
|  | Titanosauria    |
|  |                 |

|  | Chubutisaurus |
|  |               |
|  | Wintonotitan  |
|  |               |

|  | Brachiosauridae                                                  |
|  |                                                                  |
|  | \| \| Phuwiangosaurus \| \| \| \| \| \| Titanosauria \| \| \| \| |
|  |                                                                  |
|  | Phuwiangosaurus                                                  |
|  |                                                                  |
|  | Titanosauria                                                     |
|  |                                                                  |

|  | Phuwiangosaurus |
|  |                 |
|  | Titanosauria    |
|  |                 |

|  | Galvesaurus     |
|  |                 |
|  | Tehuelchesaurus |
|  |                 |

|  | Janenschia     |
|  |                |
|  | Tastavinsaurus |
|  |                |

|  | Chubutisaurus |
|  |               |
|  | Wintonotitan  |
|  |               |

|  | Brachiosauridae                                                  |
|  |                                                                  |
|  | \| \| Phuwiangosaurus \| \| \| \| \| \| Titanosauria \| \| \| \| |
|  |                                                                  |
|  | Phuwiangosaurus                                                  |
|  |                                                                  |
|  | Titanosauria                                                     |
|  |                                                                  |

|  | Phuwiangosaurus |
|  |                 |
|  | Titanosauria    |
|  |                 |

|  | Chubutisaurus |
|  |               |
|  | Wintonotitan  |
|  |               |

|  | Brachiosauridae                                                  |
|  |                                                                  |
|  | \| \| Phuwiangosaurus \| \| \| \| \| \| Titanosauria \| \| \| \| |
|  |                                                                  |
|  | Phuwiangosaurus                                                  |
|  |                                                                  |
|  | Titanosauria                                                     |
|  |                                                                  |

|  | Phuwiangosaurus |
|  |                 |
|  | Titanosauria    |
|  |                 |

|  | Chubutisaurus |
|  |               |
|  | Wintonotitan  |
|  |               |

|  | Brachiosauridae                                                  |
|  |                                                                  |
|  | \| \| Phuwiangosaurus \| \| \| \| \| \| Titanosauria \| \| \| \| |
|  |                                                                  |
|  | Phuwiangosaurus                                                  |
|  |                                                                  |
|  | Titanosauria                                                     |
|  |                                                                  |

|  | Phuwiangosaurus |
|  |                 |
|  | Titanosauria    |
|  |                 |

|  | Chubutisaurus |
|  |               |
|  | Wintonotitan  |
|  |               |

|  | Brachiosauridae                                                  |
|  |                                                                  |
|  | \| \| Phuwiangosaurus \| \| \| \| \| \| Titanosauria \| \| \| \| |
|  |                                                                  |
|  | Phuwiangosaurus                                                  |
|  |                                                                  |
|  | Titanosauria                                                     |
|  |                                                                  |

|  | Phuwiangosaurus |
|  |                 |
|  | Titanosauria    |
|  |                 |

|  | Janenschia     |
|  |                |
|  | Tastavinsaurus |
|  |                |

|  | Chubutisaurus |
|  |               |
|  | Wintonotitan  |
|  |               |

|  | Brachiosauridae                                                  |
|  |                                                                  |
|  | \| \| Phuwiangosaurus \| \| \| \| \| \| Titanosauria \| \| \| \| |
|  |                                                                  |
|  | Phuwiangosaurus                                                  |
|  |                                                                  |
|  | Titanosauria                                                     |
|  |                                                                  |

|  | Phuwiangosaurus |
|  |                 |
|  | Titanosauria    |
|  |                 |

|  | Chubutisaurus |
|  |               |
|  | Wintonotitan  |
|  |               |

|  | Brachiosauridae                                                  |
|  |                                                                  |
|  | \| \| Phuwiangosaurus \| \| \| \| \| \| Titanosauria \| \| \| \| |
|  |                                                                  |
|  | Phuwiangosaurus                                                  |
|  |                                                                  |
|  | Titanosauria                                                     |
|  |                                                                  |

|  | Phuwiangosaurus |
|  |                 |
|  | Titanosauria    |
|  |                 |

|  | Chubutisaurus |
|  |               |
|  | Wintonotitan  |
|  |               |

|  | Brachiosauridae                                                  |
|  |                                                                  |
|  | \| \| Phuwiangosaurus \| \| \| \| \| \| Titanosauria \| \| \| \| |
|  |                                                                  |
|  | Phuwiangosaurus                                                  |
|  |                                                                  |
|  | Titanosauria                                                     |
|  |                                                                  |

|  | Phuwiangosaurus |
|  |                 |
|  | Titanosauria    |
|  |                 |

|  | Chubutisaurus |
|  |               |
|  | Wintonotitan  |
|  |               |

|  | Brachiosauridae                                                  |
|  |                                                                  |
|  | \| \| Phuwiangosaurus \| \| \| \| \| \| Titanosauria \| \| \| \| |
|  |                                                                  |
|  | Phuwiangosaurus                                                  |
|  |                                                                  |
|  | Titanosauria                                                     |
|  |                                                                  |

|  | Phuwiangosaurus |
|  |                 |
|  | Titanosauria    |
|  |                 |